# مهرجان باث
مهرجان باث للبيرة هو مهرجان بيرة سنوي يعقد في مدينة باث بانجلترا. يقدم المهرجان فرصًا لتذوق أكثر من 85 نوع من البيرة الأصلية، جنبًا إلى جنب مع مجموعة من نبيذ التفاح التقليدي والبيرة البلجيكية.
أقيم مهرجان كامرا الثلاثون في بافيليون علي مدار ليلتين ابتداءً من 19 أكتوبر 2007. ولقد تم تقديم أكثر من 10000 غالون بيرة (وحدة وزن نصف لتر تقريبا) خلال المهرجان. واستغل مصنع البيرة المحلي  آبي أليس الحدث لإطلاق نوع بيرة جديد يسمي بيلرينجر ماكسيمس.
وقد انتقل مهرجان بيرة كامرا، الذي عقد لمدة 33 عاما في أكتوبر في بافليون من حيث المكان والموسم. في عام 2011 ، وجد فرع كامرا المحلي أن شروط التوظيف التي فرضها المكان غير مقبولة. منذ عام 2011 تم عقد بعض المهرجانات في اماكن تقليدية وتقويم تقليدي، لكن ظلت هذه المهرجانات مشاريع تجارية غير مرتبطة بـكامرا بأي شكل من الأشكال.
منذ عام 2013 تم عقد مهرجان كامرا في بريميير سويت في باث رجبي، كما تم تقديم  الاستعدادات بشكل جيد للمهرجان السابع والثلاثون لكامرا باث للبيرة والذي سيقام في الفترة من 10 إلى 11 أبريل 2015 مرة أخرى في   بريميير سويت،  باث رجبي.
1. ↑  "RateBeer". www.ratebeer.com (بالإنجليزية). Archived from the original on 2018-06-15. Retrieved 2018-10-06.
2. ↑  "Abbey Ales Limited | Visit Bath". visitbath.co.uk. مؤرشف من الأصل في 2018-07-14. اطلع عليه بتاريخ 2018-10-06.
3. ↑  "Bath, United Kingdom Beer Festival Events | Eventbrite". Eventbrite (بالإنجليزية البريطانية). Archived from the original on 2019-12-14. Retrieved 2018-10-11.